# ブラッド・ソーン

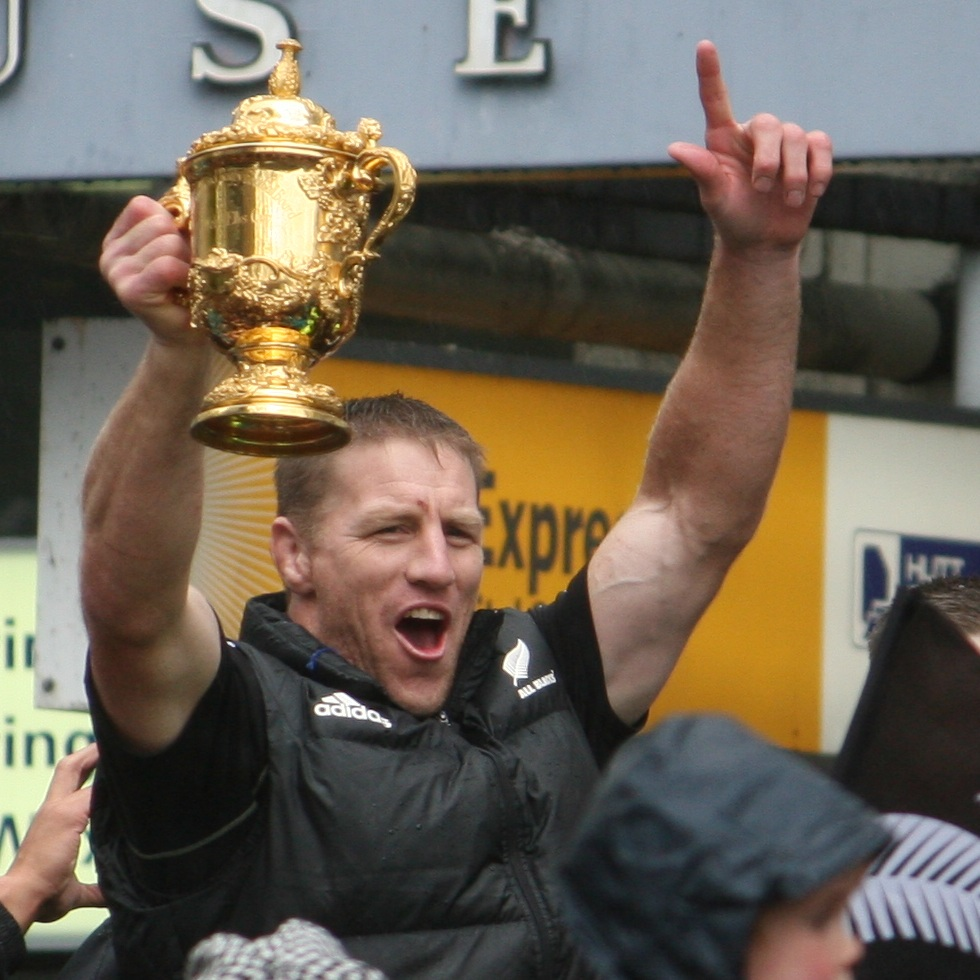
ブラッド・ソーン（2011年）

ブラッド・ソーン（Bradley Carnegie Thorn 1975年2月3日 - ）は、ニュージーランド出身のラグビー選手。ポジションはロック。リーグ時代のポジションはセカンドロー、プロップ。

## 人物
1975年2月3日、ニュージーランド南島、ダニーデン郊外のモズギールで生まれる。身長196cm、体重116kg。

## キャリア

### ラグビーリーグ
8歳のときにニュージーランドからオーストラリアへ移住。1994年、クイーンズランド州のラグビーリーグのクラブ、ブリスベン・ブロンコスのジュニアチームに入り、さらにリーグのオーストラリア代表ジュニアチーム、ジュニアカンガルーズに選ばれる。
同年、ブロンコストップチームに昇格、ウィンフィールドカップ(1994 Winfield Cup、現在のNRL)の第12週、カンタベリー・バンクスタウン・ブルドッグス戦でデビュー。Club's rookie of the year awardを受賞。
1996年、ステイト・オブ・オリジン(ラグビーリーグニューサウスウェールズ州選抜とクイーンズランド州選抜による3試合シリーズマッチ)に初選出、3試合すべてに出場する。翌1997年、オーストラリアスーパーリーグ(NRLに名前が変更する前の名称)とスーパーリーグ・トライシリーズ(ニューサウスウェールズ、クイーンズランド、ニュージーランド選抜対抗戦)に出場。ブロンコスはオーストラリアスーパーリーグ1997シーズン優勝、同年、ワールドクラブチャンピオンシップ(欧州とオーストラリアのクラブが出場する大会)でも優勝。
その後、1998年と2000年のNRLシーズン優勝、1998～2000年、ステイト・オブ・オリジンに出場、さらに1997,98年とラグビーリーグオーストラリア代表に選出、2000年、 Australian Sports Medal受賞という輝かしい実績を残し、ユニオンに転向、ニュージーランドへ戻る。

### ユニオン転向
2001年、スーパー12(現スーパーラグビー)のクルセイダーズと、ニュージーランド州代表選手権(現ITM CUP)のカンタベリー州代表チームに入る。同年、オールブラックスから招集の声がかかるも辞退。2003年、晴れて代表デビュー、同年オーストラリアで開催された第5回ラグビーワールドカップに出場。ソーンはこの大会で、ニュージーランド人のビル・ハードキャッスル(Bill_Hardcastle 1874-1944)以来の、リーグとユニオンの異なる国でのナショナルチームで出場した世界で2人目の選手となる。同年、トライネイションズに出場。
2004年、州代表選手権でカンタベリー優勝に貢献し、ふたたびリーグでプレーするためにオーストラリアへ戻る。

### リーグ復帰
2005年、ブリスベンに戻ったソーンは、古巣ブロンコスで3年間プレーすることになる。2005年のステイト・オブ・オリジンにクイーンズランド州選抜として3試合出場、翌2006年、ブロンコスはNRLの2006シーズンで優勝。
2007年のNRLシーズン終了後、ソーンはふたたびユニオンでプレーするためにニュージーランドへ戻る。

### ユニオン復帰
2007年、タズマン州代表チームに入り、2008年、クルセイダーズに復帰する。この年クルセイダーズは決勝でワラタスを下し優勝、ソーンはスーパーラグビーとNRLのタイトルを獲得した2人目の選手となる。

※ピーター・ライアンがブロンコスで1998年、ブランビーズで2001年にタイトル獲得
2008年、オールブラックスに選出され、アイルランド戦に出場、同年、2010年のトライネイションズにも出場。
2011年、ワールドカップ終了後、ジャパンラグビートップリーグの福岡サニックスブルースに加入することが発表された。
2013年、ハイランダーズに加入した。

## リンク
- Crusaders profile
- All Blacks ID=1035
- Brad Thorn at rugbymuseum.co.nz